# Alfombra de Senneh
La alfombra de Senneh es un tipo de alfombra persa.
Parece que las alfombras de Senneh, de una increíble delicadeza, aparecieron en la época de Nadir Shah, después de que los notables nuevamente instalados hicieran producir alfombras más finas en los talleres de la ciudad.

## Descripción
Los motivos más comunes son el hérati y el boteh, que pueden tapizar todo el fondo. Se encuentra también la decoración con medallón central (medallón claro sobre fondo azul oscuro) y el motivo llamado gol-e mirza ali, « flor de mirza ali ».
El borde es clásico (una banda central, dos bandas secundarias) y decorado con motivos hérati, muy lineales. Se encuentran también boteh en el borde y flores encerradas en compartimentos.
La alfombra de Senneh se fabrica bien con colores oscuros como los azules oscuros o rojos burdeos, bien con tonos claros y brillantes, como el marfil y el amarillo; los colores están siempre armoniosamente combinados.
- Datos: Q3515505
- Multimedia: Rugs and carpets of Sanandaj / Q3515505